# Protapanteles alticola
Protapanteles alticola är en stekelart som beskrevs av William Harris Ashmead 1902. Protapanteles alticola ingår i släktet Protapanteles och familjen bracksteklar. Inga underarter finns listade i Catalogue of Life.